# 贵航云雀
贵航云雀是中国大陆贵州航天工业有限公司与日本富士重工業于1980年代末期合资生产的一款汽车，原型車為速霸陸Vivio。

## 历史
云雀的技术源于速霸陸Vivio。1980年代末期贵州航天工业有限公司与日本富士重工業展开技术合作，在中国大陆生产此款车型，1992年开始以“云雀”品牌销售。但由于竞争对手铃木奥拓的市场冲击以及当时中方市场销售等的问题，对比在日本原型车的销量此车在中国的市场一直低迷。在最初的10年里仅售出1.2万辆，销量最好的年份也不足2千辆。1998年，富士重工联手日本丸红株式会社、新加坡陈唱公司，合股投入4.5亿元人民币重组成立贵州云雀汽车有限公司，依然无法挽回市场的失败。云雀2002年销量不足2000辆；2003年销量仅为1296辆。2002年富士重工退出合作，此车也停止生产。2004年2月29日贵州云雀被青年汽车并购，成为贵州青年云雀汽车有限公司，与莲花汽车合作生产青年莲花品牌汽车。

## 技术参数

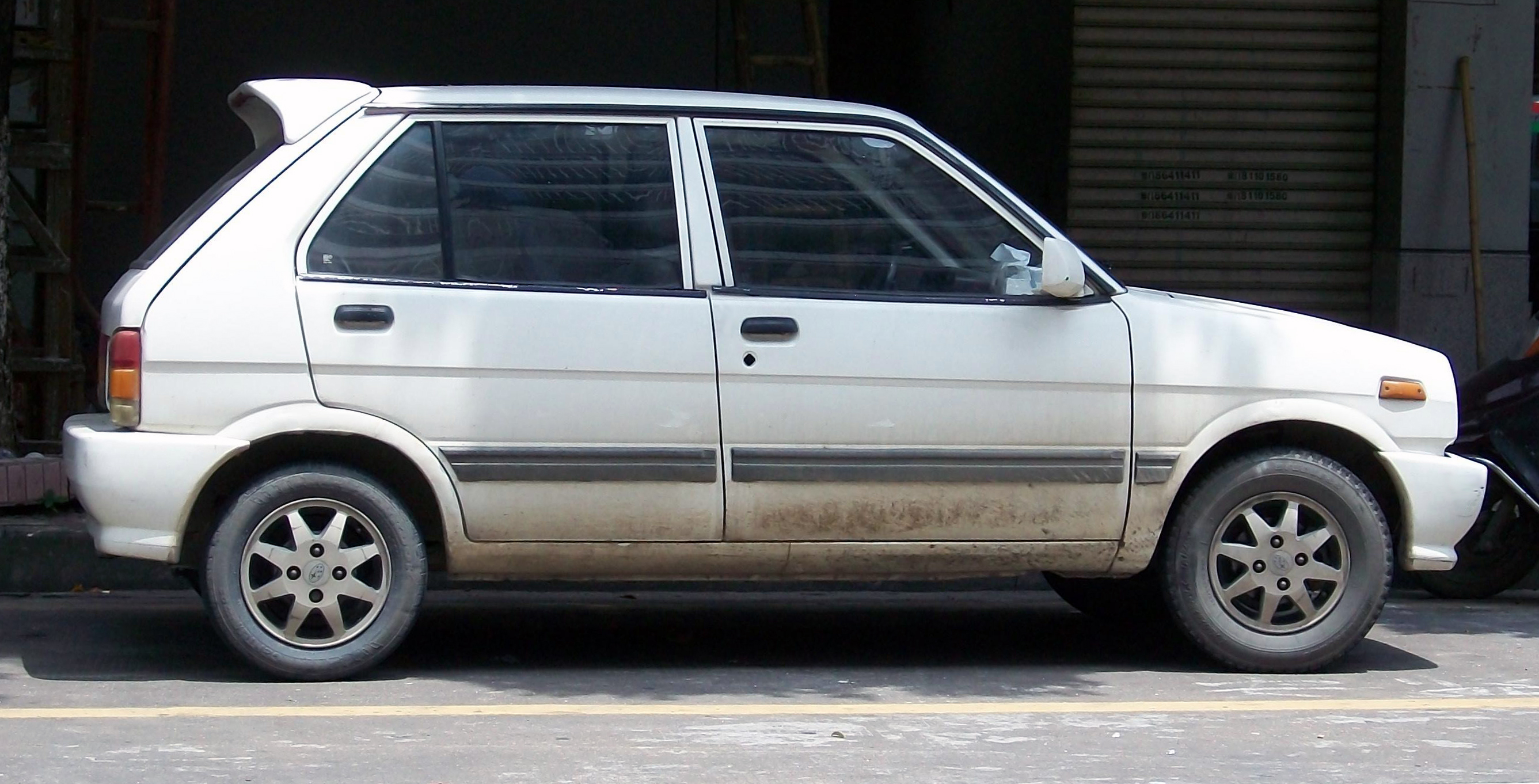
贵航云雀侧照

### 早期版本
早期版本使用电喷技术还不成熟的机械式点火二汽缸NA发动机，双腔式化油器。它的排量0.544升，功率22千瓦。

### 后期版本
使用日本原装富士0.68升4缸EMPI多点电喷发动机，提高动力性能并使排气量达到欧盟2型尾气排放标准。功率和扭矩分别为29.4kw(40hp)和48.8n.m。
全车长3365mm，宽420mm，高1350mm。使用4档手动变速器。内饰较早期版本有所提升。

### 未发售版本
2002年，贵航曾有意推出自动变速器版本的云雀，名为“如意星”，预计售价约为7万元人民币。但最终该计划因公司重组未有实现。